# فولکس‌واگن تایگون
فولکس‌واگن تایگون یک کراس‌اوور کامپکت کوچک (سگمنت بی) است که توسط خودروساز آلمانی فولکس‌واگن از سال ۲۰۲۱ تولید می‌شود. تایگون که در هند تولید شده و برای بازارهای هند و مکزیک ساخته شده‌است، بر اساس فولکس‌واگن تی-کراس ساخته شده‌است.
ریشه‌های نام تایگون را می‌توان در سال ۲۰۱۲ یافت؛ زمانی که فولکس‌واگن از یک خودروی مفهومی کراس‌اوور با ابعادی کوچک‌تر و نامرتبط به این خودرو با همین نام رونمایی کرد. این خودرو بر اساس خودروی شهری آپ ساخته شده بود و قرار بود در سال ۲۰۱۶ برای بازارهای اروپا، برزیل و هند به تولید انبوه برسد. با این حال، پروژه تایگون مبتنی بر آپ در نهایت لغو شد.

## بررسی
نسخه اولیه تایگون مبتنی بر تی-کراس در اتو اکسپو در فوریه ۲۰۲۰ به نمایش درآمد و در آن زمان اعلام شد که فروش این خودرو در اواسط سال ۲۰۲۱ برنامه‌ریزی شده‌است. تایگون بر اساس مدل محور دراز تی-کراس و با چندین تفاوت نسبت به آن ساخته شده‌است؛ به عنوان مثال، دماغه آن شبیه به تی-کراس بازار چین است و ستون C آن نیز نیز کمی تغییر یافته‌است. فولکس‌واگن اعلام کرد این خودرو بر روی پلت‌فرم MQB A0 IN گروه فولکس‌واگن ساخته شده‌است که به بازار هند اختصاص دارد. این پلت‌فرم در اشکودا کوشاک که در مارس ۲۰۲۱ عرضه شد نیز به‌کار رفته‌است.
درصد داخلی‌سازی قطعات این خودرو تا ۹۵ درصد گزارش شده‌است.
نسخه تولیدی تایگون در ۳۱ مارس ۲۰۲۱ معرفی شد. این خودرو عمدتاً برای بازار هند و تحت طرح ایندیا ۲٫۰ گروه فولکس‌واگن ساخته شده‌است. تنها تغییرات مشهود ایجاد شده در خودرو نسبت به مدل پیش تولید، کوچک شدن ابعاد رینگ و لاستیک از ۱۹ اینچ به ۱۷ اینچ است. این خودرو با دو موتور بنزینی در دسترس است. این موتورها شامل موتور ۱٫۰ لیتری سه سیلندر TSI با قدرت ۱۱۵ اسب بخار متری (۱۱۳ اسب بخار؛ ۸۵ کیلووات) و موتور ۱٫۵ لیتری چهار سیلندر TSI با قدرت ۱۵۰ اسب بخار متری (۱۴۸ اسب بخار؛ ۱۱۰ کیلووات) می‌شوند. موتور ۱٫۰ لیتری با جعبه‌دنده‌های ۶ سرعته دستی و ۶ سرعته مبدل گشتاور اتوماتیک در دسترس است، در حالی که موتور ۱٫۵ لیتری TSI با جعبه‌دنده‌های ۶ سرعته دستی و ۷ سرعته دوکلاچه در دسترس است. فروش تایگون در ۲۳ سپتامبر ۲۰۲۱ آغاز شد.
فولکس‌واگن تایگون با نام فولکس‌واگن تی-کراس از هند به اندونزی صادر می‌شود. فروش این خودرو در اندونزی در فوریه ۲۰۲۲ آغاز شد. این خودرو در بازار اندونزی توسط وارد کننده/توزیع کننده محلی اندونزیایی فولکس‌واگن، PT Garuda Mataram Motor توزیع می‌شود. علاوه بر این، از سال ۲۰۲۲، این مدل با نام تایگون از هند به مکزیک صادر می‌شود.

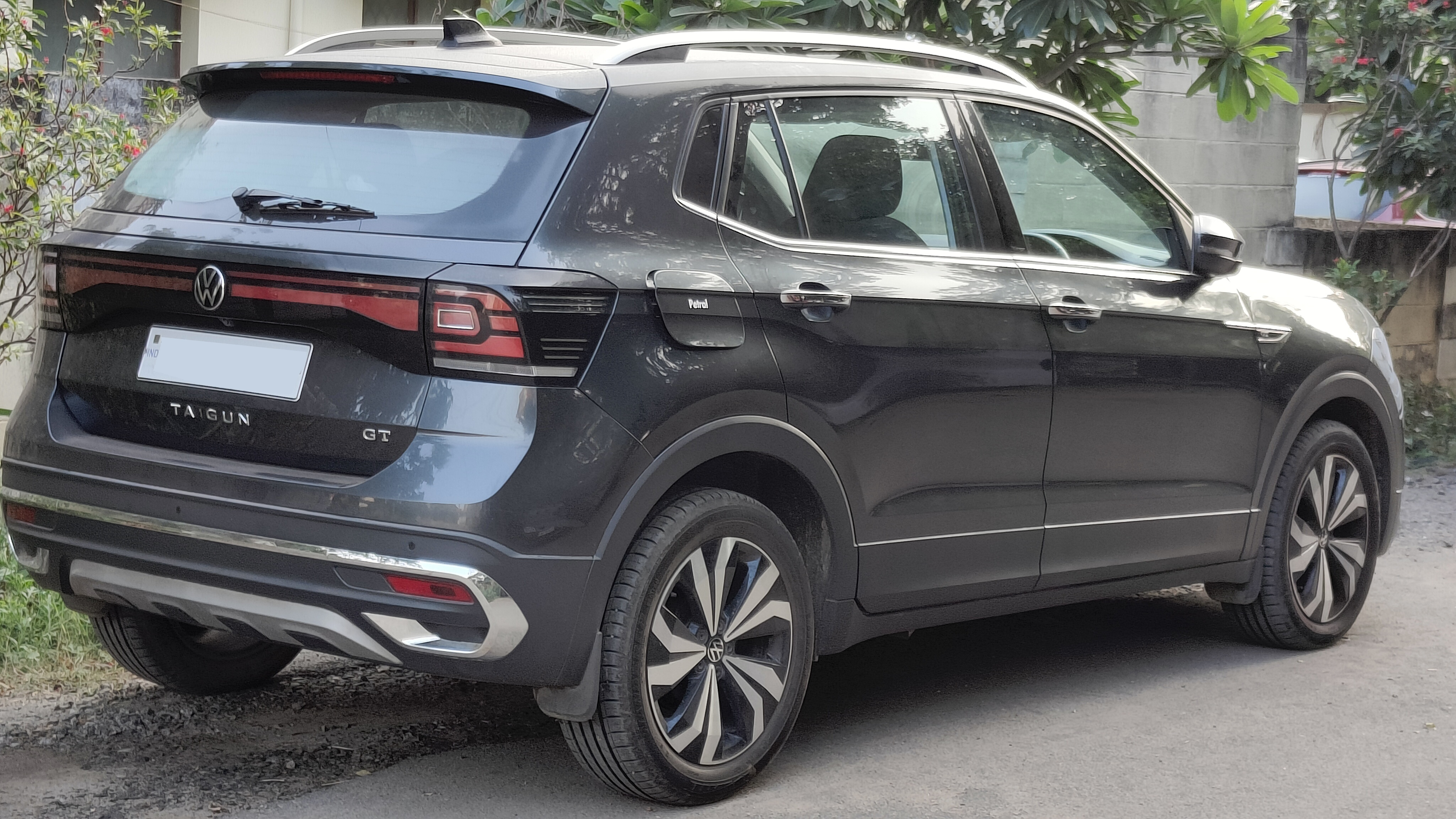
نمای عقب
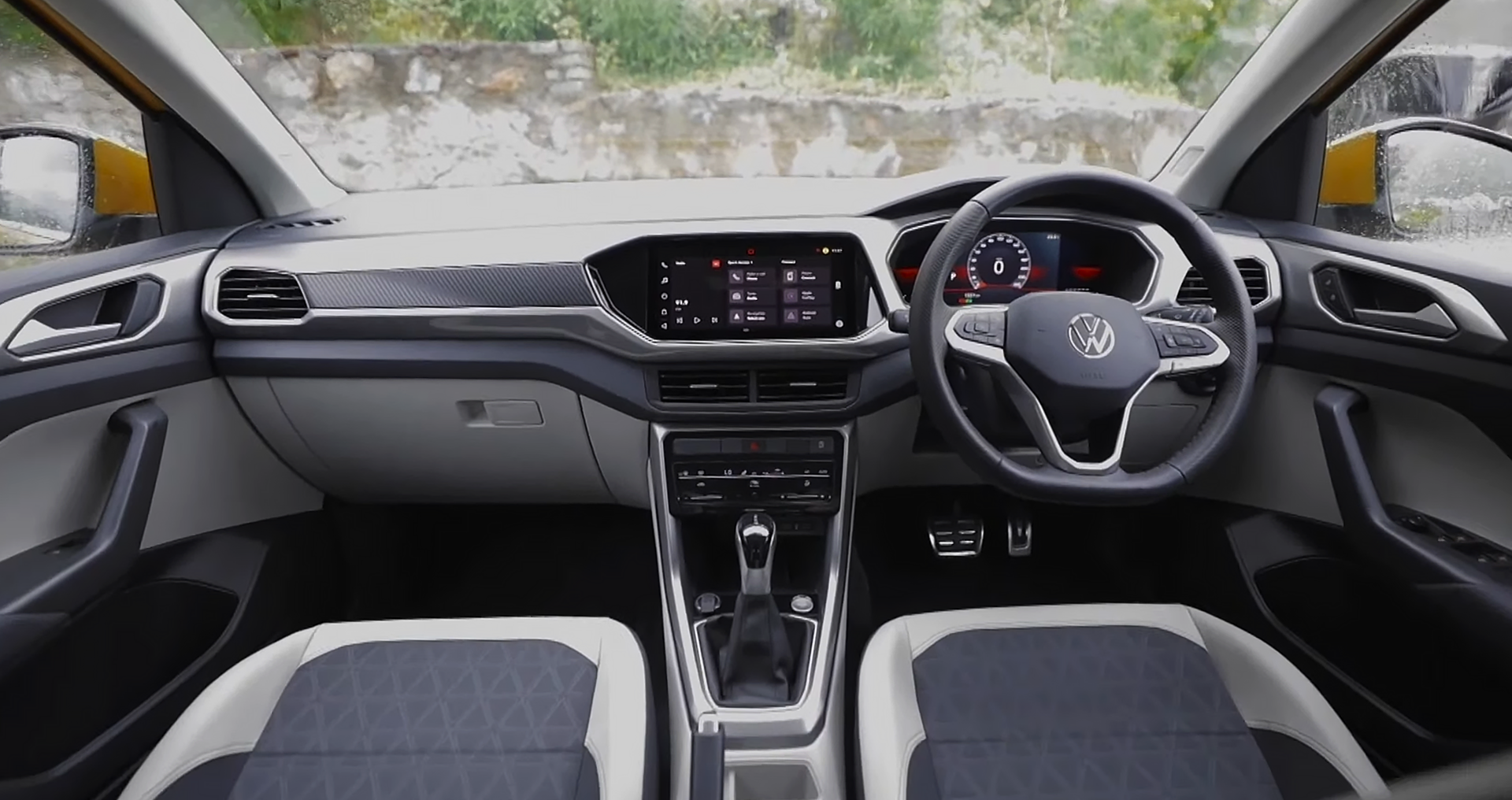
نمای داخلی
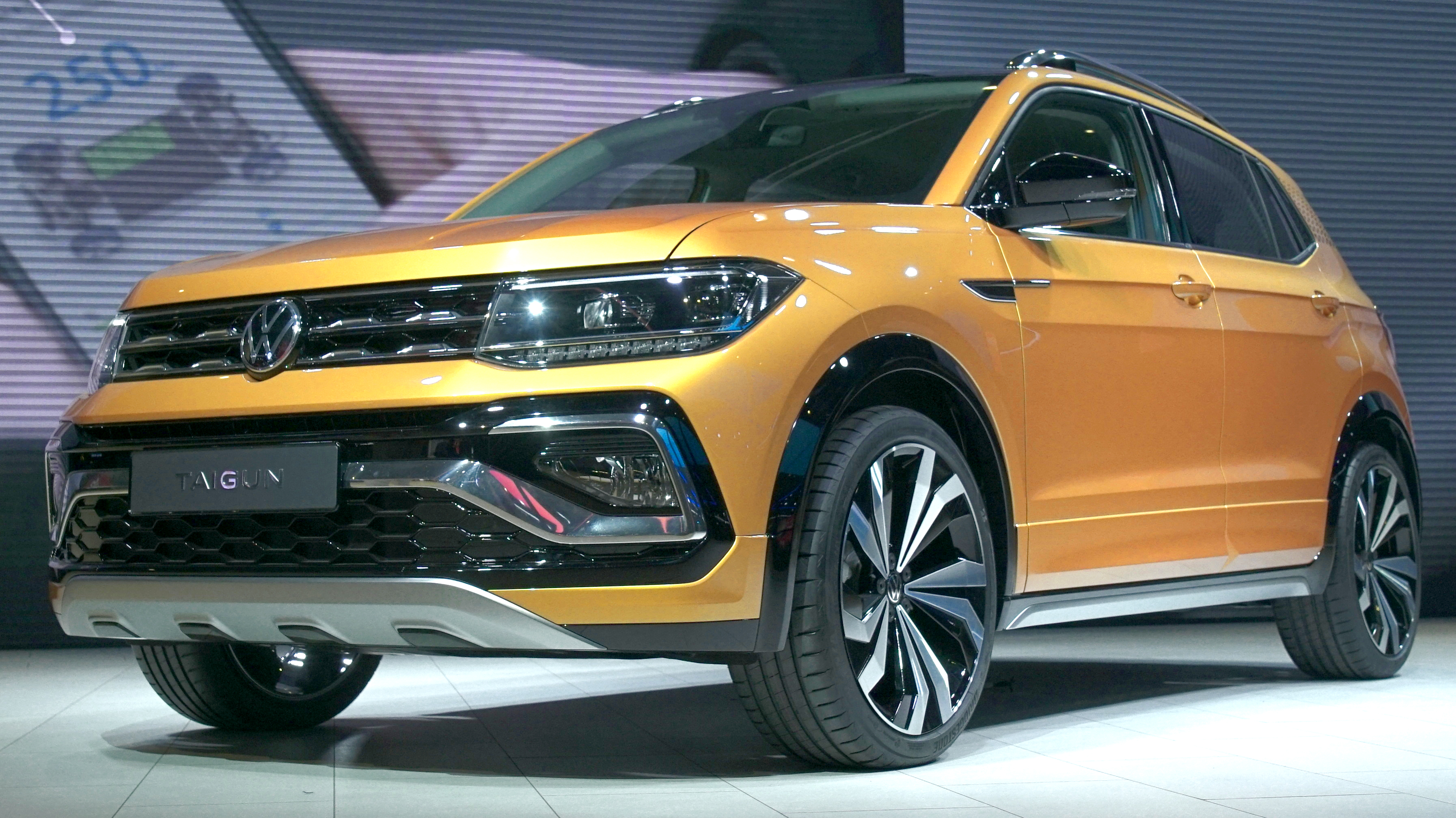
پیش‌نمونه ۲۰۲۰

## پیشرانه
| موتورهای بنزینی | موتورهای بنزینی | موتورهای بنزینی                               | موتورهای بنزینی              | موتورهای بنزینی                |
| مدل             | ساختار          | قدرت                                          | گشتاور                       | جعبه‌دنده                       |
| --------------- | --------------- | --------------------------------------------- | ---------------------------- | ------------------------------ |
| 1.0 TSI         | ۹۹۹ سی‌سی آی۳    | ۱۱۵ اسب بخار متری (۸۵ کیلووات؛ ۱۱۳ اسب بخار)  | ۱۷۵ نیوتن متر (۱۲۹ پوند-فوت) | ۶ سرعته دستی یا ۶ سرعته خودکار |
| 1.5 TSI         | ۱۴۹۸ سی‌سی آی۴   | ۱۵۰ اسب بخار متری (۱۱۰ کیلووات؛ ۱۴۸ اسب بخار) | ۲۵۰ نیوتن متر (۱۸۴ پوند-فوت) | ۶ سرعته دستی یا ۷ سرعته DSG    |

## ایمنی
فولکس‌واگن تایگون در هند با مشخصات ایمنی استاندارد دو کیسه هوای جلو، لنگرهای ایزوفیکس مورد تأیید i-Size، کنترل پایداری الکترونیکی و کمربند ایمنی سه نقطه‌ای برای همه صندلی‌ها به فروش می‌رسد. تریم‌های بالاتر علاوه بر این به کیسه‌های هوای جانبی و پرده‌ای و نشانگر فشار باد لاستیک‌ها مجهز شده‌اند. نسخه‌های فرمان چپ تایگون (که با نام تی-کراس به مکزیک صادر می‌شود) مجهز به فناوری‌های کمکی ایمنی مانند ترمز اضطراری خودکار هستند که در هند موجود نیستند. این مدل‌ها همچنین کیسه‌های هوای جانبی را به‌عنوان استاندارد به‌جای آپشن در دسترس دارند.
| امتیازات گلوبال ان‌سی‌ای‌پی (H2 2022) |             |
| ستاره‌های سرنشین بزرگسال            | 5/5 ستاره   |
| امتیاز سرنشین بزرگسال              | ۲۹٫۶۴/۳۴٫۰۰ |
| ستاره‌های سرنشین کودک               | 5/5 ستاره   |
| امتیاز سرنشین کودک                 | ۴۲٫۰۰/۴۹٫۰۰ |

در اکتبر ۲۰۲۲ تایگون به‌طور مستقل توسط برنامه ارزیابی خودروهای جدید جهانی (گلوبال ان‌سی‌ای‌پی) با هزینه فولکس‌واگن آزمایش تصادف شد و پنج ستاره ایمنی برای محافظت از سرنشینان بزرگسال و کودک کسب کرد. این خودرو با این امتیازات بدل به اولین خودرویی شد که این کار را تحت پروتکل‌های ارزیابی جدید این سازمان انجام داده‌است. در تست افست جلویی، حفاظت از تمام نواحی بدن به جز درشت نی چپ راننده خوب یا قابل قبول بود. در کنار، تست‌های سد متحرک و تیرک، حفاظت از قفسه سینه راننده ضعیف و حفاظت از شکم راننده در تست تیر کناری قابل قبول ارزیابی شد. تایگون می‌تواند حداقل الزامات قانونی اروپا را برای کنترل پایداری الکترونیکی و حفاظت از عابر پیاده را پاس کند.

## مدل مفهومی
این فولکس‌واگن تایگون که با تایگون ۲۰۲۱ مرتبط نیست، به عنوان یک کراس‌اوور مفهومی نزدیک به تولید معرفی شد. این خودرو با هدف قرار دادن اروپا، برزیل و هند به عنوان بازارهای اصلی خود، پتانسیل جایگزینی هاچ‌بک کراس‌فاکس و قرار گرفتن در زیر شاسی‌بلند کراس‌اوور کامپکت تیگوان را داشت و بدل به رقیب مینی اس‌یووی‌هایی نظیر نیسان جوک، مینی کانتری من و سوزوکی اس‌ایکس۴ می‌شد.
نمونه اولیه تایگون در نمایشگاه بین‌المللی خودرو سائوپائولو در سال ۲۰۱۲ رونمایی شد. تایگون قرار بود توسط گروه فولکس‌واگن برای مدل سال ۲۰۱۶ روانه بازار شود، اما این طرح لغو شد. این خودرو برخلاف روند بازار بسیار کوچک در نظر گرفته شد و در عوض جای خود را به فولکس‌واگن تی-کراس که فروش آن در سال ۲۰۱۸ آغاز شد داد.